# Casa de Argos
La Casa de Argos es un edificio modernista de la ciudad española de Melilla, situado en la calle Duquesa de la Victoria esquina calle General Aizpuru, que forma parte del Ensanche Modernista y del Conjunto Histórico Artístico de la Ciudad de Melilla, un Bien de Interés Cultural.

## Historia
Fue construida en 1916, según diseño del ingeniero militar Emilio Alzugaray para Julián Argos.

## Descripción

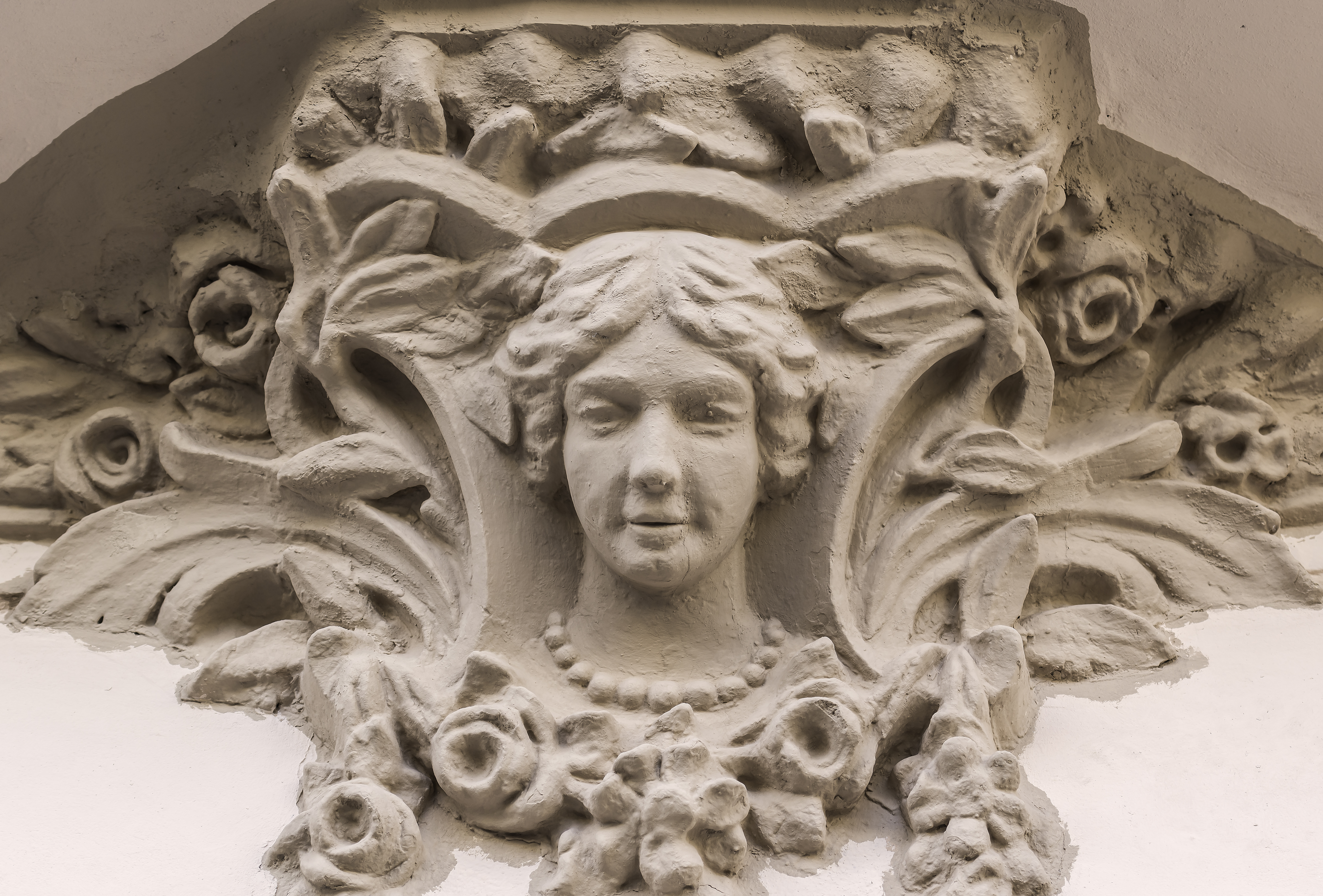
Detalle figurativo (ménsula).

Está construida en ladrillo macizo para los muros y vigas de hierro y bovedillas de ladrillo macizo. Tiene planta baja, principal y primera, así como una cubierta a dos aguas.
Su fachadas cuentan con una planta baja de vanos de rectangulares que da paso a una principal, con unas balconadas sostenidas por ménsulas, las centrales con figuras de mujeres, con guirnaldas sobre los arquitrabes de sus ventanas, mientras la segunda con unas molduras más elaboradas.